# Войтове (Броварський район)
Во́йтове (у 1927—2016 — Войкове) — село Броварського району Київської області. Входить в склад Згурівської селищної громади.
З 2020 року у складі Броварського району Київської області; Входило до складу:
- з 1986 року — Згурівського району Київської області;
- з 1969 року — Баришівського району Київської області;
- з 1963 року — Яготинського району Київської області;
- з 1923 року — Березанського району Київської області;
- з 27 квітня 1921 року[1] до ліквідації повітового устрою в 1923 р. — Переяславського повіту Київської губернії;
- з 27 лютого 1802 року — Переяславського повіту Полтавської губернії;
- з 1796 року — Переяславського повіту Малоросійської губернії;
- з 1781 року — Козелецького повіту Київського намісництва;
- Березанської сотні Переяславського полку Війська Запорозького;

Селом протікає річка Недра, у межах села до неї впадає мілководна річка Витівка. За переказами, саме від її назви походить назва Войтове. У 1927—2016 роках село мало назву Войкове, історична назва повернута Постановою Верховної Ради України від 12 травня 2016 року.

## Історія

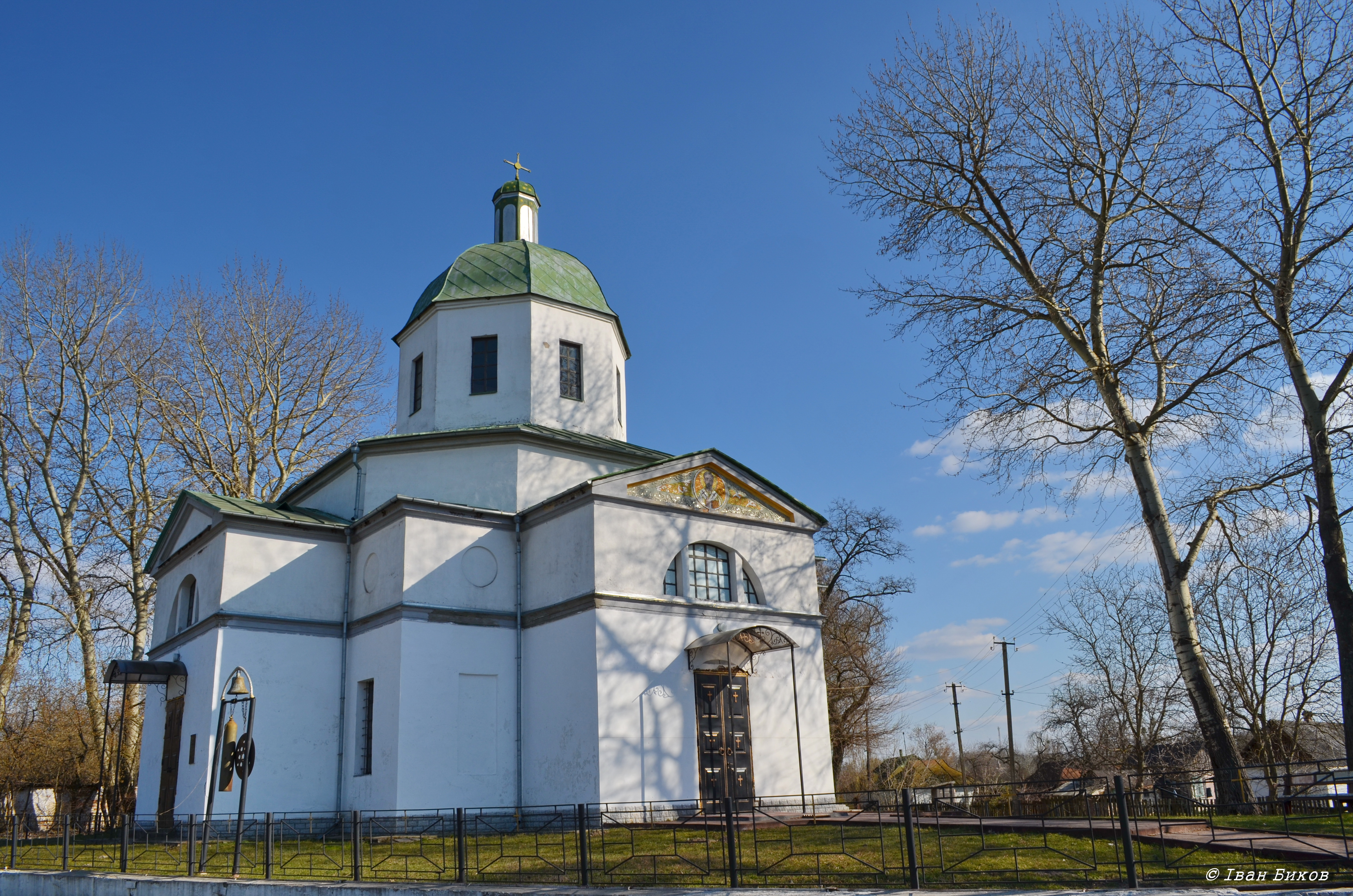
Войтове, Миколаївська церква. 1790, 1832 роки. Класицизм

Під час проведення археологічних розвідок В.А. Круцем в 1964 році на околиці знайдені залишки древніх культур. Так, поселення чорноліської культури, яка датується IX-VII ст. до нашої ери, знаходилося поблизу колишньої ферми.
Перша письмова згадка про Ветове, знаходиться в духовному заповіту від 1650 року Генерального обозного Війська Запорозького Івана Тихоновича Воловача (1585-1653). Заповіт був затверджений рукою Богдана Хмельницького. Ще з 1615 року Воловач був значним реєстровим козаком і жителем чигиринським. По заповіту Івана Тихоновича, власником сінокосів і орних земель у Ветовому стали його дружина Параска и син Яків.
Woytowe на річці Nedra позначено на «Спеціальному та докладному плані України…» де Боплана (1650) та на пізніших мапах.
У переписній книзі Малоросійського приказу (1666) згадується село Войтова. У ньому було 10 дворів, серед них 1 двір був «бобильським» (без землі). Переписано поіменно 11 чоловіків (більшість — на прізвище Демяненко). У 9 дворах було 19 волів та 6 коней.
Селом володіли сотники Григорій Момот, Логвин Рокитний, полковник Степан Томара, який надав його Яготинському сотнику Йосифу Павловичу. 2 липня 1714 полковник переяславський Степан Томара отримав царську грамоту на Войтове, 21 листопада 1715 р. його син, 21 річний наказний полковник переяславський, Василь Степанович Томара (1694—1736) отримав підтверджуючий універсал гетьмана Скоропадського, а потім Данила Апостола(1729).
У 1741 році в селі було 60 дворів. В селі була Миколаївська церква. З 1741 по 1752 рік священиком церкви був Йосип Каленович (1688-1760), а з 1753 по 1777 роки священнослужителем був Федір Максимович (1746-1777). З 1781 року належало до Козелецького повіту Київського намісництва. Згідно опису Київського намісництва 1781 року на сторінці 86 знаходимо село Ветово. На той час у селі було двісті двадцять три хати. Одинадцять хат належали дворянам і шляхетству, шість - різночинцям, тридцять п‘ять — сім‘ям виборних козаків, тридцять три – козакам підпомічникам, сто п‘ятдесят п‘ять – сім‘ям посполитих, різночинних, козацьких підсусідків та підсусідків владики. Поблизу села був хутір генерального судді Безбородька та асесора Корби, в якому було дві хати, що належали посполитим, різночинним, козацьким підсусідкам та підсусідкам владики. Опис Київського намісництва 1787 року на сторінці 243 зазначає, що село Ветово належало казенним людям різних чинів, козакам і власникам: генерал-майору Безбородьку, полковниці Новицькій та полковому осавулу Підгаєцькому. У XVIII-XIX століттях селом Войтове володіли поміщики Думитрашко, князі Безбородько і поміщиця Мащерська. У "Книзі Київського намісництва " за 1787 написано, що в селищі проживало 849 осіб, А саме: "різного звання казенні люди, козаки та власників: генерал-майора Безбородька, полковниці Новицької і осавула полкового Підгаєцького". Генерал-майор Ілля Андрійович Безбородько (1765-1815 рр.) успадкував всі величезні статки брата, канцлера Олександра Безбородько. З ініціативи графа Олександра Андрійовича Безбородька у селі Войтове був збудований 1732 році храм Миколи Чудотворця в стилі класицизм, а близько 1839 року Миколаївський храм перебудований з цегли в стилі ампір. У Войтові збереглись і інші історичні споруди. Відразу за храмом розташовані будівлі колишнього маєтку поміщика Підгаєцького, побудовані в кінці 19 століття. Це одноповерхові прямокутні будівлі, виконані в "єпархіальному" стилі прикрашені пілястрами. В одній будівлі розташована сільська рада, в іншій магазин господарчих товарів. Церква Миколи Чудотворця та споруди садиби Підгаєцького формують історичний ансамбль центру села Войтове. З 1796 року село підпорядковане Переяславському повіту Малоросійської губернії. За даними Центрального державного історичного архіву Києва, станом на 14 жовтня 1841 року село Ветове належало до державного (казенного) майна. Державні або казенні селяни вважалися особисто вільними, несли повинності на користь держави. Ними керували особи, призначені урядом. У селі Ветове на 1841 рік проживало 278 казенних чоловіків, проживало всього 879 осіб, з них 438 чоловіків і 441 жінка. Село до 1781 року належало до Березанської сотні Переяславського полку. Значковий товариш Переяславського полку Волошин Яким мав житловий двір у с. Ветово Березанської сотні.
Село є на мапі 1800 року як Ветово.
1859 - 231 двір, 1655 жителів.
У 1896 р. в селі був 231 двір, налічувалося 1564 жителі, а з 1903 – 2000 мешканців. 1912 - 2657 жителів.
У часи революції 1905-1907 рр. селяни виступили проти панів і почали ділити між собою чужу землю, але царські війська, визвані поміщиком, розігнали бунтівників. Організаторів справедливо заарештували і засудили.
У січні 1918 р. у Войтовому вперше встановлено окупаційну радянську владу. Головою сільської ради був призначений такий собі Дуцький. На зборах уповноважених Войтівської волості обрано виконком, головою якого став Феодосій Киян. У розпорядження комітету перейшли всі конфісковані поміщицькі економії та землі.
На одному зі ставків у 1918 р. збудовано ТЕС. Тоді було електрифіковано селянські господарства, хати і вулиці села.
У конфіскованому будинку колишнього поміщика Підгаєцького почав діяти культурно-пропагандистський центр – будинок для перегляду кінофільмів та лікнеп. В іншому будинку Підгаєцького було відкрито лікарню, яку очолив досвідчений лікар Данило Волинець, та початкову школу, а потім семирічку, директором якої став Іван Лівчевський, згодом – Петро Гудзій, Панас Авраменко.
У 1922 р. в селі створено сільскогосподарську комуну, яка проіснувала пять років. Через деякий час на базі господарства комуни організовано Войтівську агрошколу для підготовки агрономічних кадрів, яку очолив М.І. Мережнецький.
У 1927 р. село отримало нову назву — Войково на честь П.Л. Войкова, радянського дипломата, повпреда СРСР у Польщі, якого вбили у 1927 р.
У 1929 р. агрошколу реорганізовано в зоотехнікум, директором якого був Д.Ф. Неземай. Перший випуск зоотехнікуму відбувся в 1932 р.
У 1928 р. у Войкові організовано 4 колгоспи: ім. Молотова, ім. Калініна, ім. Войкова та ім. Хрущова.
У 1930 р. в селі зведено Будинок культури, в якому працювали хоровий і драматичний гуртки.
У 1935 р. в Войково створено МТС, організовано жіночу тракторну бригаду на чолі з бригадиром Євдокією Пісковець. Тоді ж відкрито середню школу, директором якої був Василь Бобровник. Перший випуск школи відбувся в 1938 році.
Під час Голодомору 1932-1933 рр. сотні людей померли голодною смертю.
У роки Другої світової війни на фронт було мобілізовано 532 мешканців села.
Войково було окуповано гітлерівськими військами 16 вересня 1941 р. У жовтні 1941 р. розстріляно кількох жителів села, серед яких – Ф.М. Войкова, Шевчик, Т. Провізіон, І. Валько, О. Шавло, Г. Піндюр, С. Опанащенко.
На примусові роботи до НІмеччини німецькими загарбниками було відправлено 338 юнаків та дівчат, завдяки чому, більшість зуміла вижити і повернутись додому у повоєнний час.
213 войківців не повернулися з війни.

## Пам'ятки
- Свято-Миколаївська церква (1790; 1832) — пам'ятка архітектури.
- «Вікова груша» — ботанічна пам’ятка природи місцевого значення.

## Відомі уродженці
- Бруй Оксана Миколаївна (нар. 3 серпня 1971) — українська бібліотекарка, громадська діячка, директорка науково-технічної бібліотеки ім. Г. І. Денисенка Національного технічного університету України «КПІ імені Ігоря Сікорського», президент ВГО Українська бібліотечна асоціація, кандидат наук із соціальних комунікацій.
- Петро Василенко (1921 — 21 травня 1946, Новий Люблинець) — український поет-повстанець.
- Коломієць Іван Ілліч, народився в с. Войтове у 1741 році в сім‘ї виборного козака. З 1767 року значковий товариш Переяславського полку. У 1775 році призначений гетьманом Розумовським військовим товаришем Генеральної військової канцелярії.
- Лубська Ольга Пилипівна — (нар. 6 листопада 1925 — 30 жовтня 2018) — поетеса, журналістка.
- Опанасенко Петро Микитович, народився 14 лютого 1952 року в селі Войтове. Заслужений юрист України, генерал-полковник МВС, один з ключових

свідків у справі Гонгадзе. Помер 27 вересня 2010 року.
- Романович-Славатинський Олександр Васильович (1832 - 1910)) — доктор державного права, заслужений професор Київського університету.
- Степаненко Борис Васильович (1917–2005) — артист балету і балетмейстер, народний артист України (1997).
- Циганок Микола Петрович, народився 14 лютого 1942 року с. Войтове Повний кавалер Ордену Трудової Слави : III-ступінь

24.12.1967 р. №184781; II-ступінь 07.07.1986 р. 342949; I-ступінь 08.08.1991 року. Працював у радгоспі «Войківський». 
- Шкарупило Ганна Феодосіївна, народилася в 1910 році в с. Войтове, Народний майстер прикладного мистецтва, вишивальниця.